# Gütersloh
Gütersloh est une ville de Rhénanie-du-Nord-Westphalie (Allemagne) de 98 406 habitants, située dans l'arrondissement de Gütersloh dans le district de Detmold et la province de Westphalie-Lippe.

## Géographie
Gütersloh se situe au sud-ouest de la forêt de Teutberg dans une plaine sablonneuse, le point le plus haut est à 105 mètres, le plus bas à 64 mètres.
La rivière Dalke, traverse la ville d'est en ouest, en passant par le parc municipal et se jette non loin des limites de la ville dans l'Ems. Vers le nord de la ville passe un autre affluent de l'Ems, la rivière Lutter.

## Histoire
| Appartenances historiques Seigneurie de Rheda 1190-1808 Grand-duché de Berg 1808-1813 Royaume de Prusse (Province de Westphalie) 1815-1918 Empire allemand 1871-1918 République de Weimar 1918-1933 Reich allemand 1933-1945 Allemagne occupée 1945-1949 Allemagne de l'Ouest 1949-1990 Allemagne 1990-présent |

La première trace de civilisation est un bol datant du XVIIe siècle av. J.-C., dont une réplique est exposée au musée de la ville.
Le nom du lieu de Gütersloh a été mentionné la première fois en 1184 dans un document de l'évêque d'Osnabrück.
Entre 1939 et 1945, la ville comptait une base aérienne et une caserne, à partir de 1940 la ville était la cible des attaques aériennes alliées, le quart de la ville fut détruit. En 1945 l'armée américaine occupa la ville avant de la transmettre à l'armée britannique.

## Démographie
Au Moyen Age, Gütersloh n'était qu'un petit village, ce n'est que lors de la révolution industrielle que la population grandit passant de 2 844 en 1830 à 33 000 habitants en 1939.
Au dernier recensement en 2016 la ville comptait 98 466 habitants.

## Armoiries

Les traits verts ondulés symbolisent la région parcourue par de nombreuses rivières comme l'Ems, la Dalke et la Lutter.
Le rouet se réfère aux usines de tissage de la ville, symbole de prospérité et de progrès.
Le vert et le blanc sont les couleurs de la ville, le noir et le blanc dans la bordure sont les couleurs de la Prusse.

## Logo de la ville

Logo de la ville.

Le rouet stylisé figure dans le centre du logo.
Avec les couleurs traditionnelles de la ville, le vert et le blanc, il a été ajouté le bleu.

## Jumelage
- Châteauroux depuis 1977
- Broxtowe depuis 1978
- Grudziądz depuis 1989
- Falun depuis 1994
- Rjev depuis 2008

## Photographies

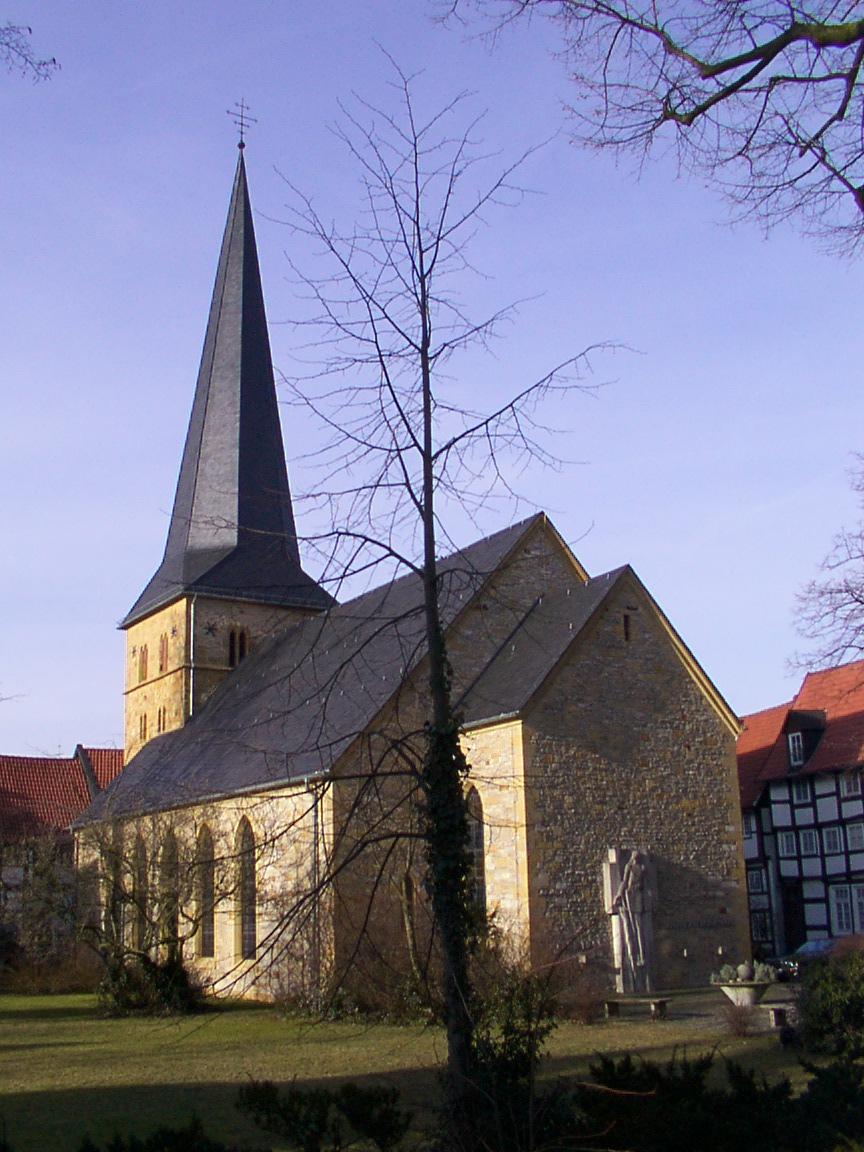
L'église des Apôtres (église évangélique)
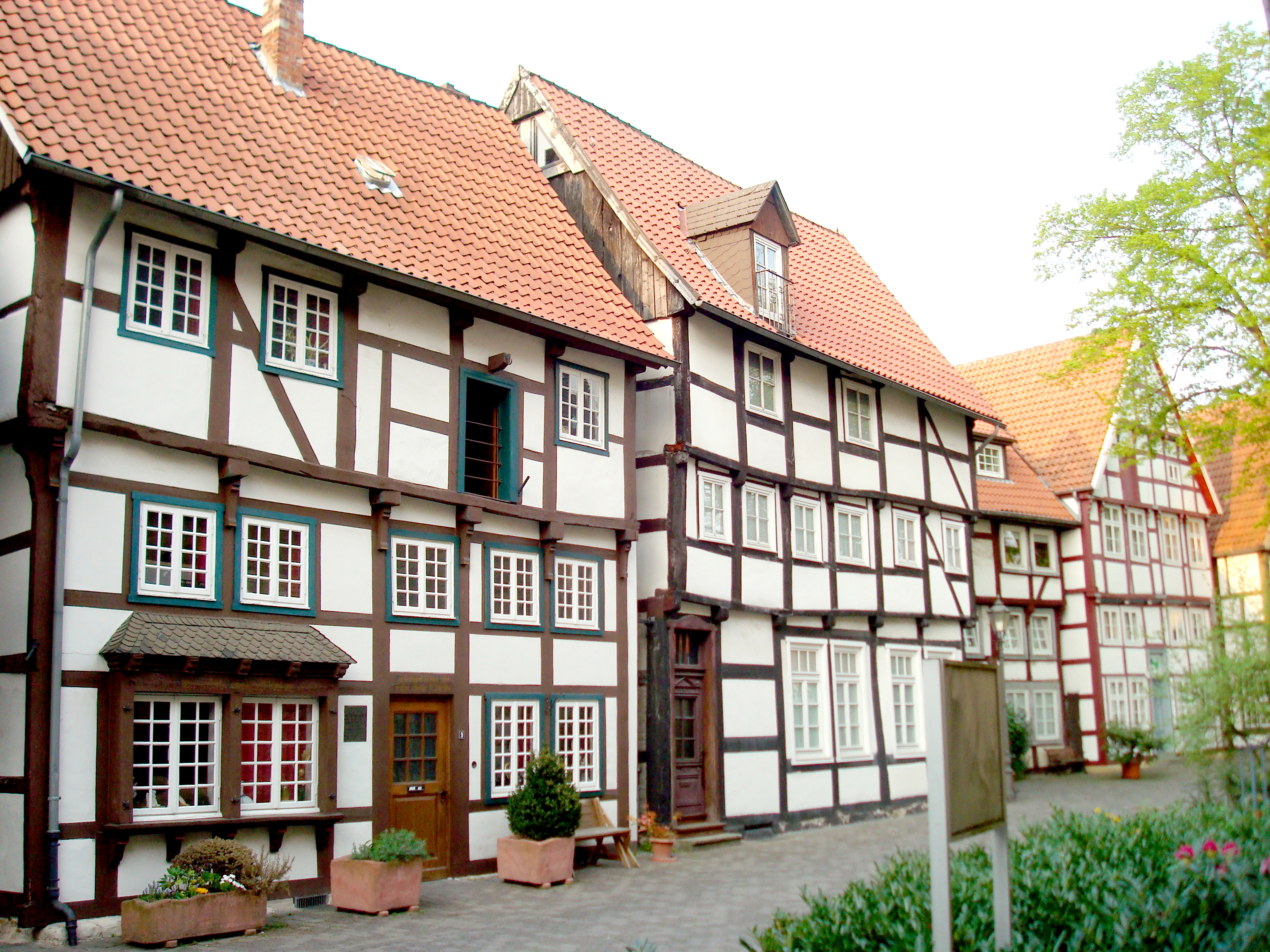
Am Alten Kirchplatz (Sur la place de la vieille église)
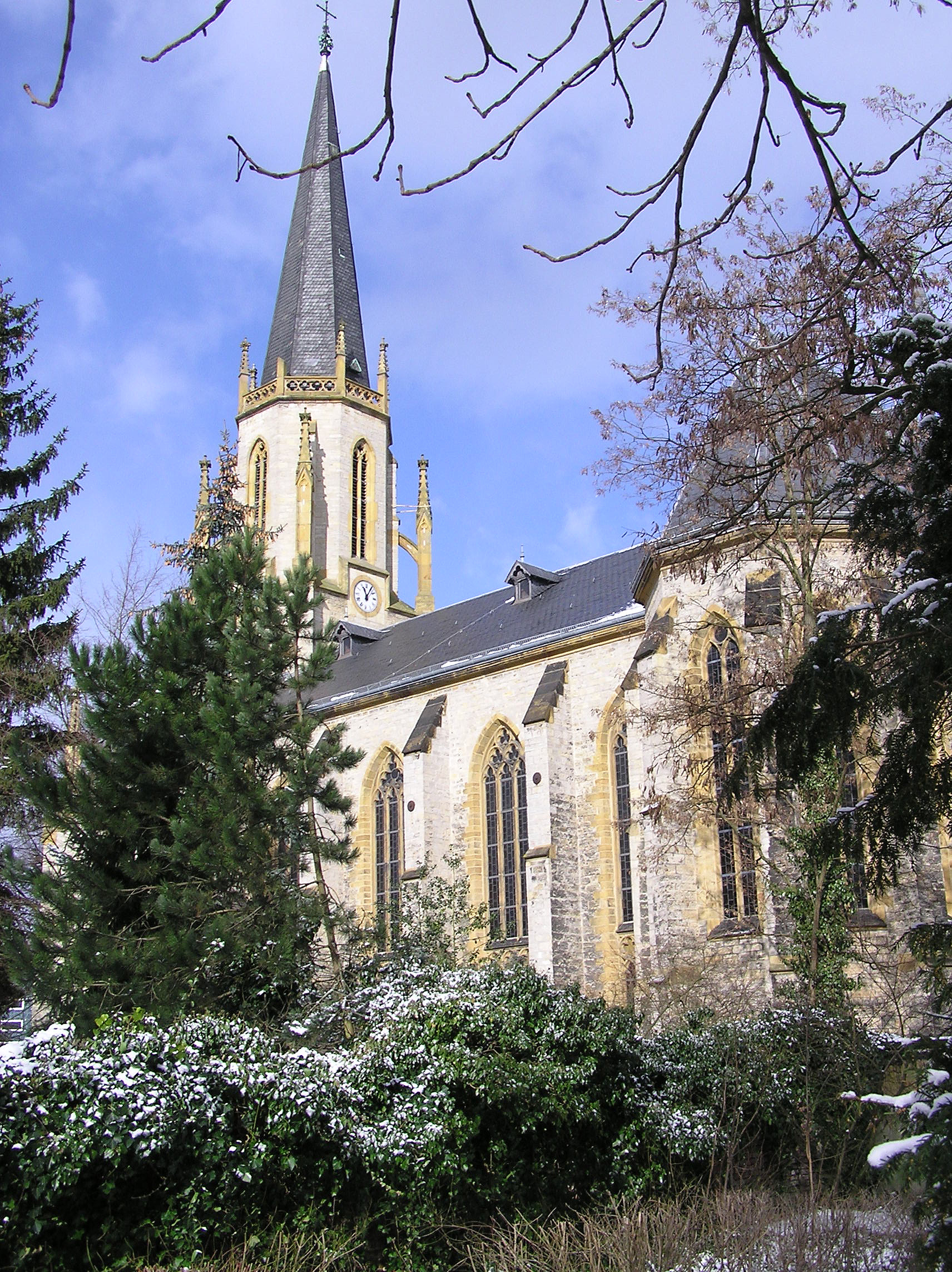
Martin-Luther-kirche, construit en 1861
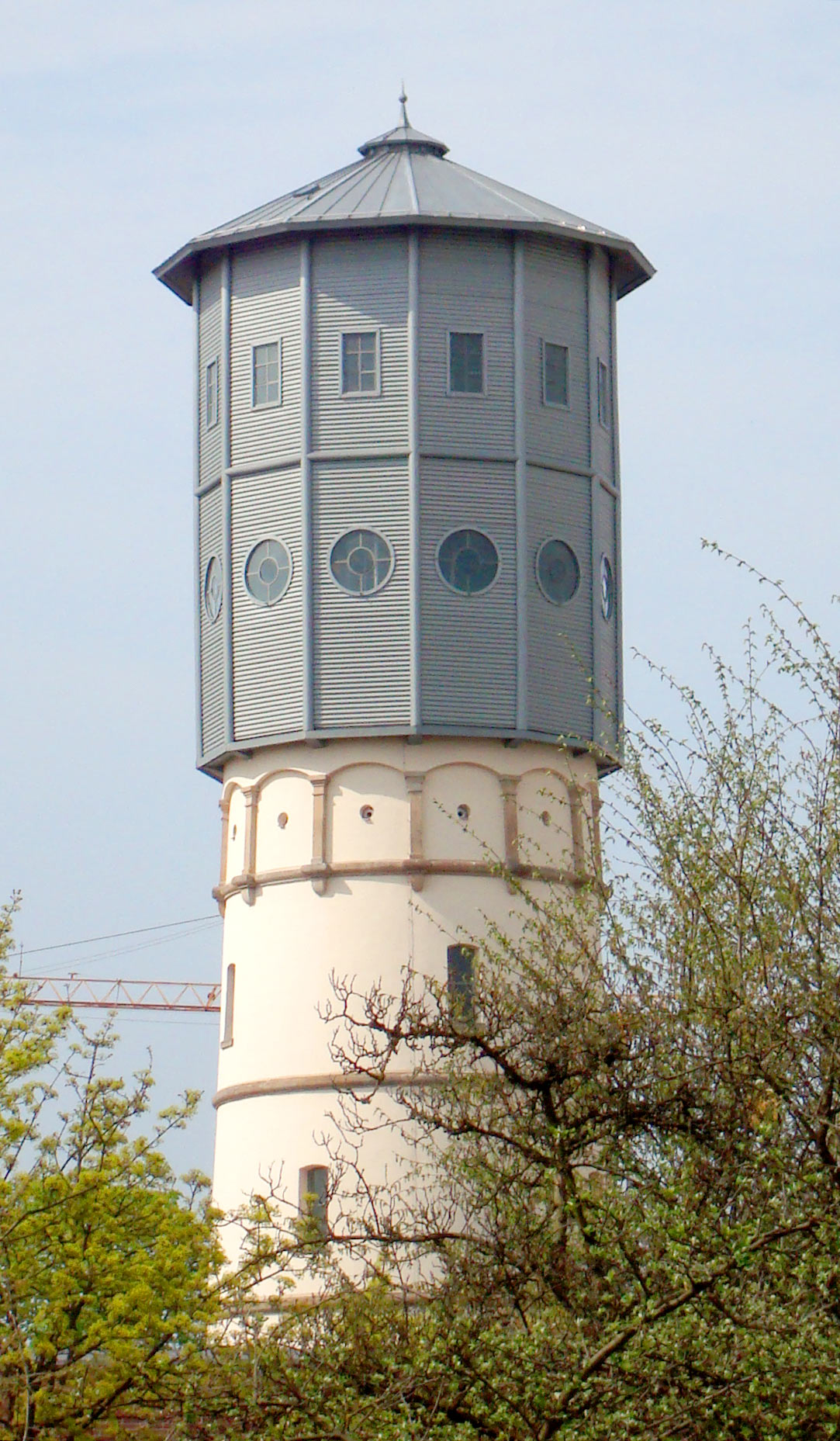
Château d'eau, construit en 1888
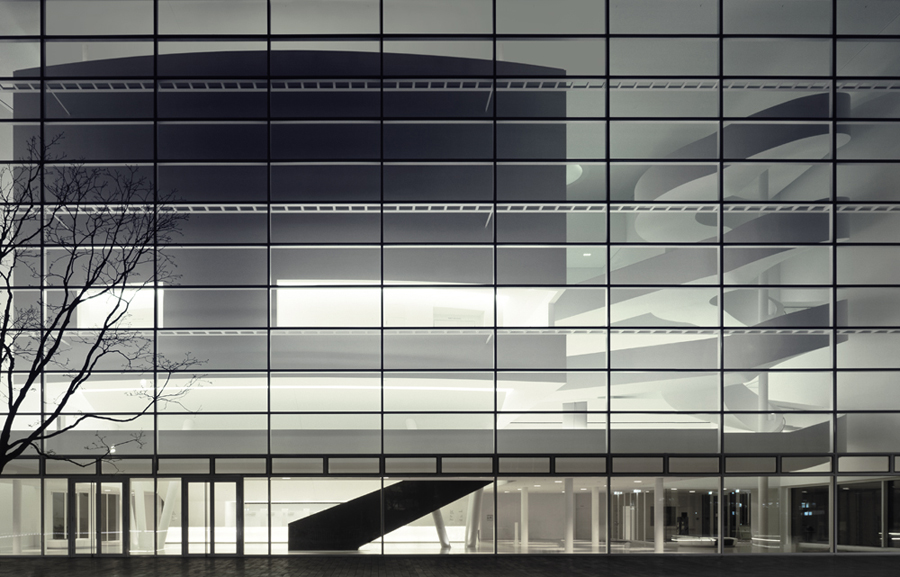
Théâtre, construit en 2010
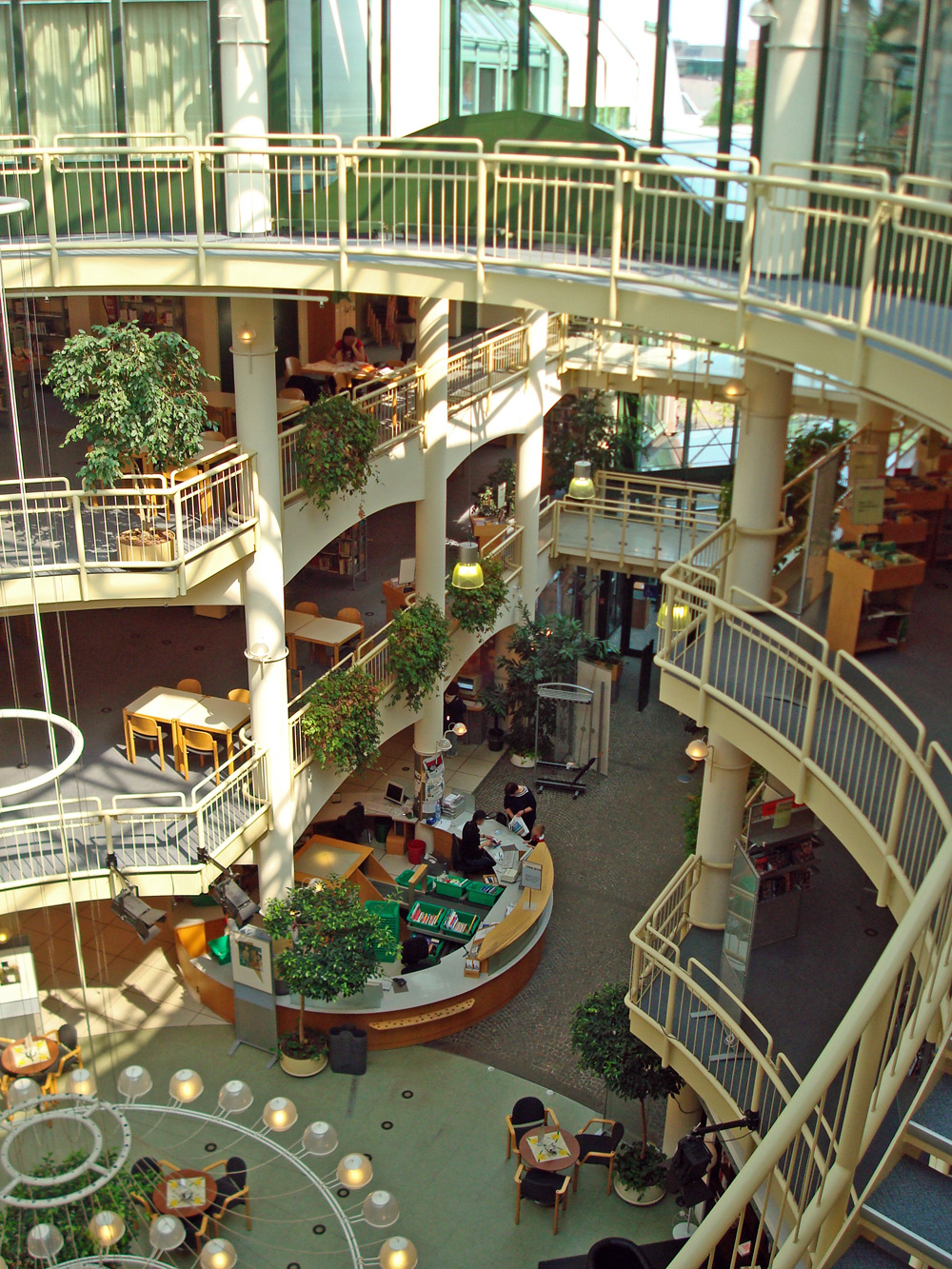
Bibliothèque municipale, construite en 1984
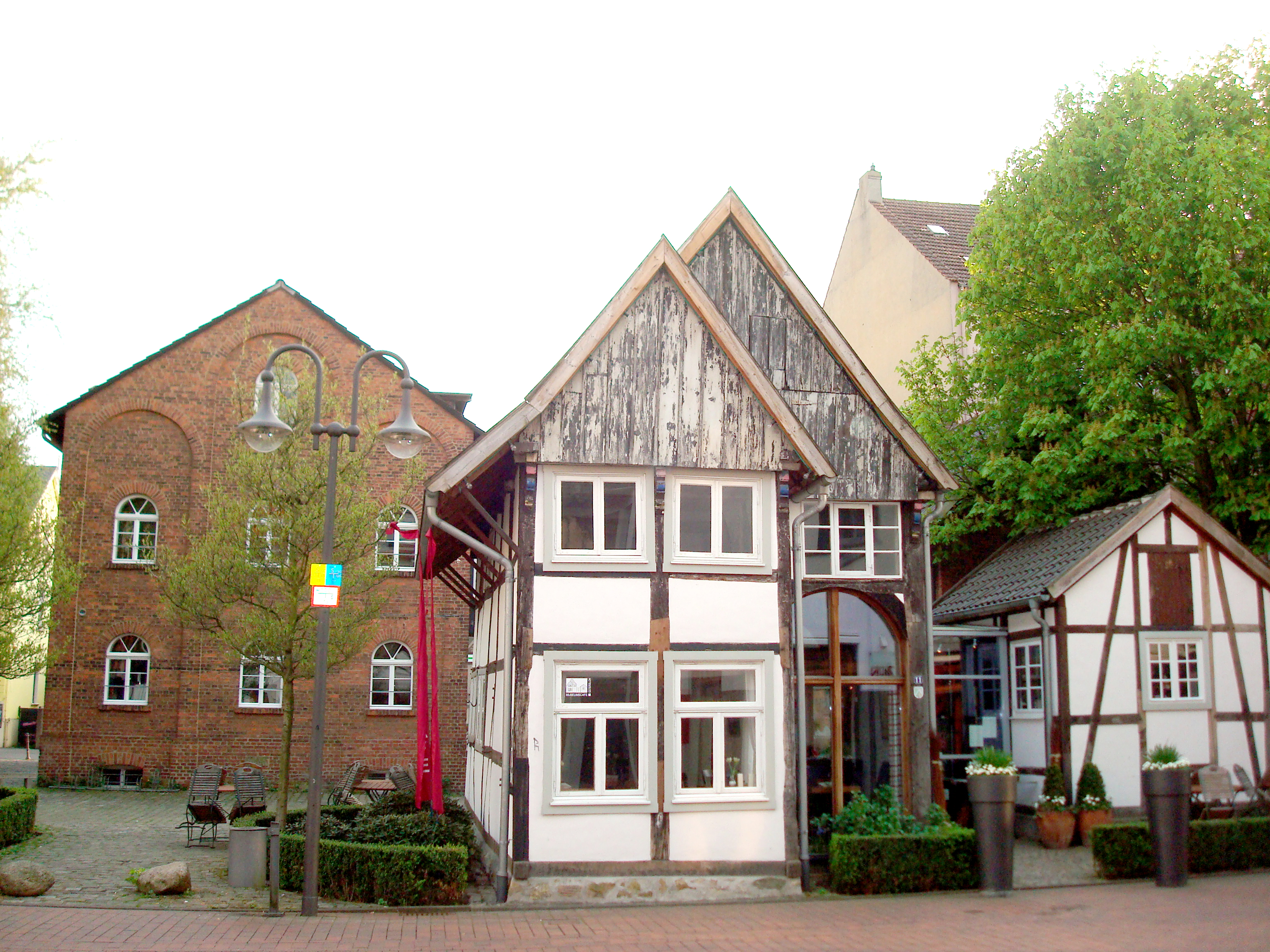
Musée de la ville de Gütersloh
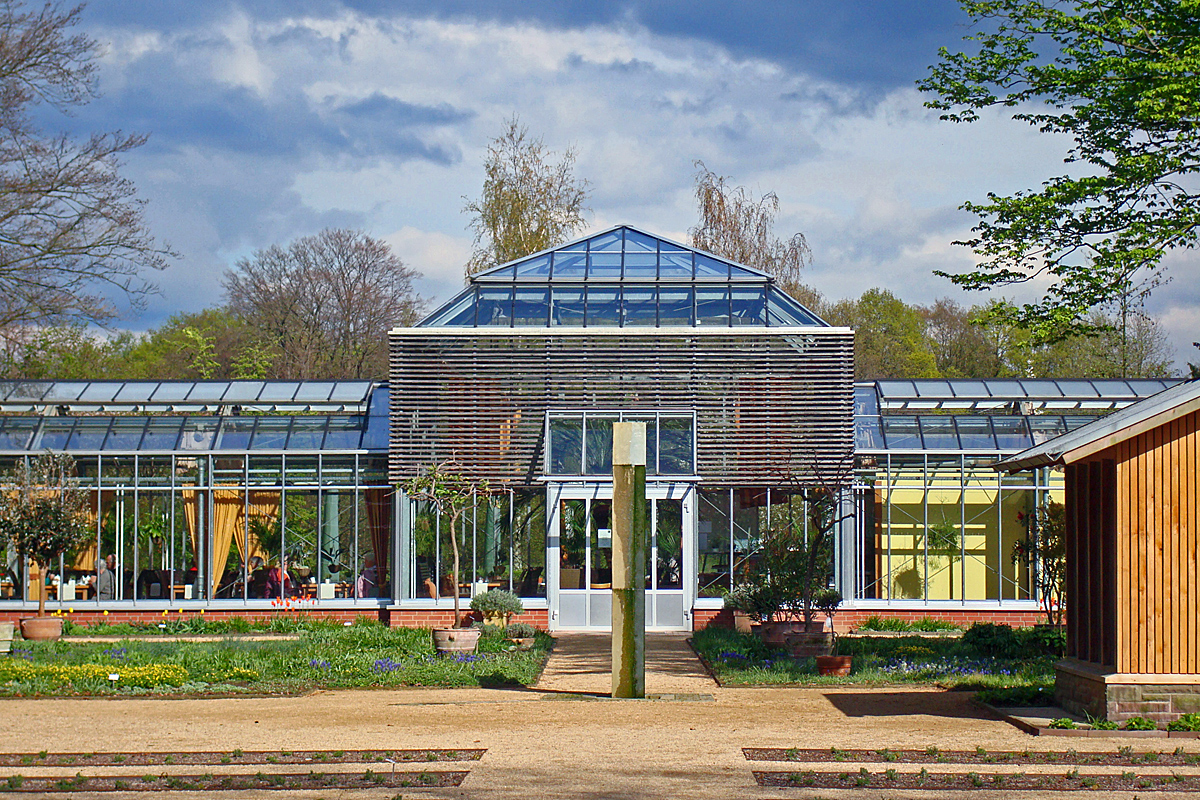
Palmenhauscafé, jardin botanique
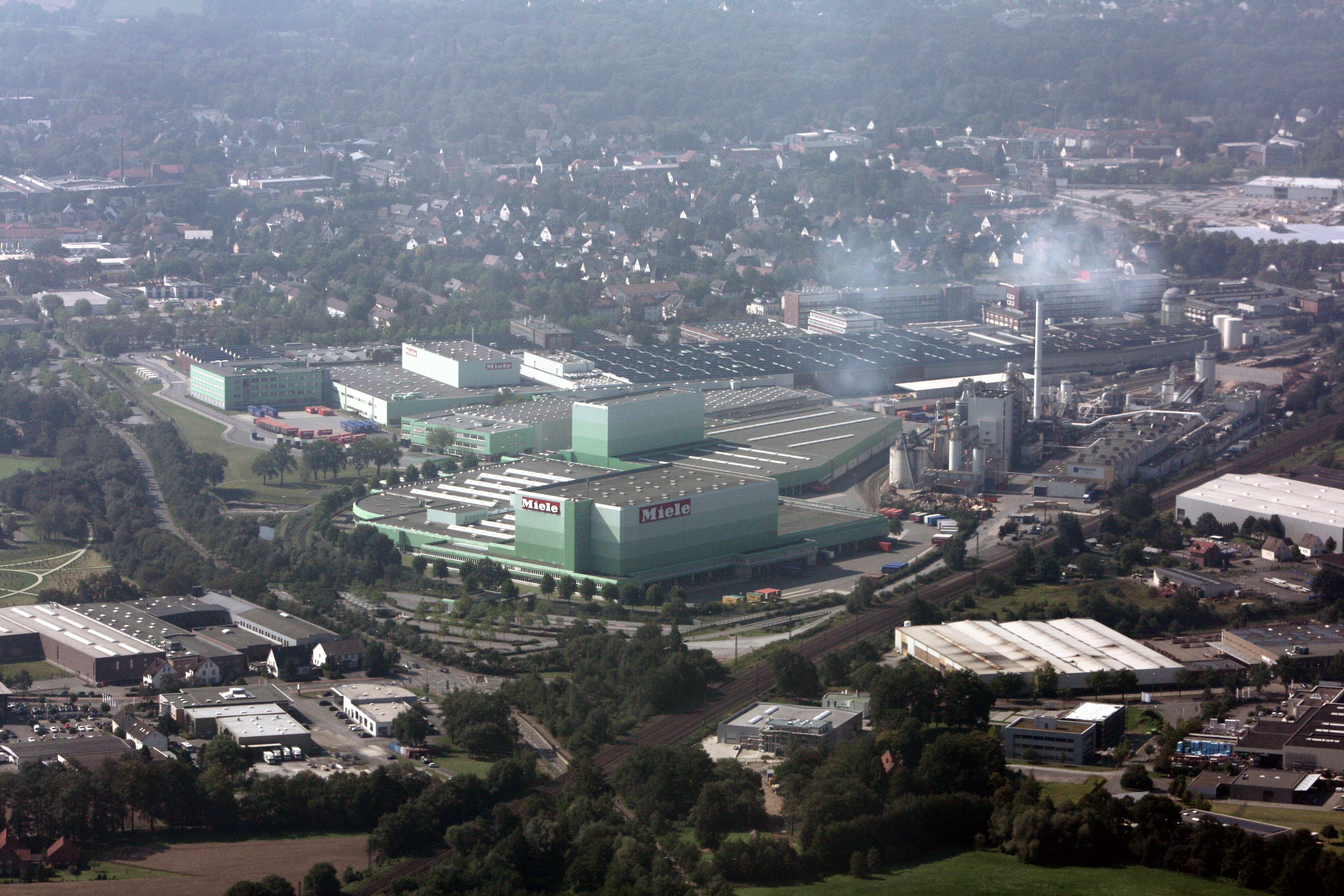
Miele
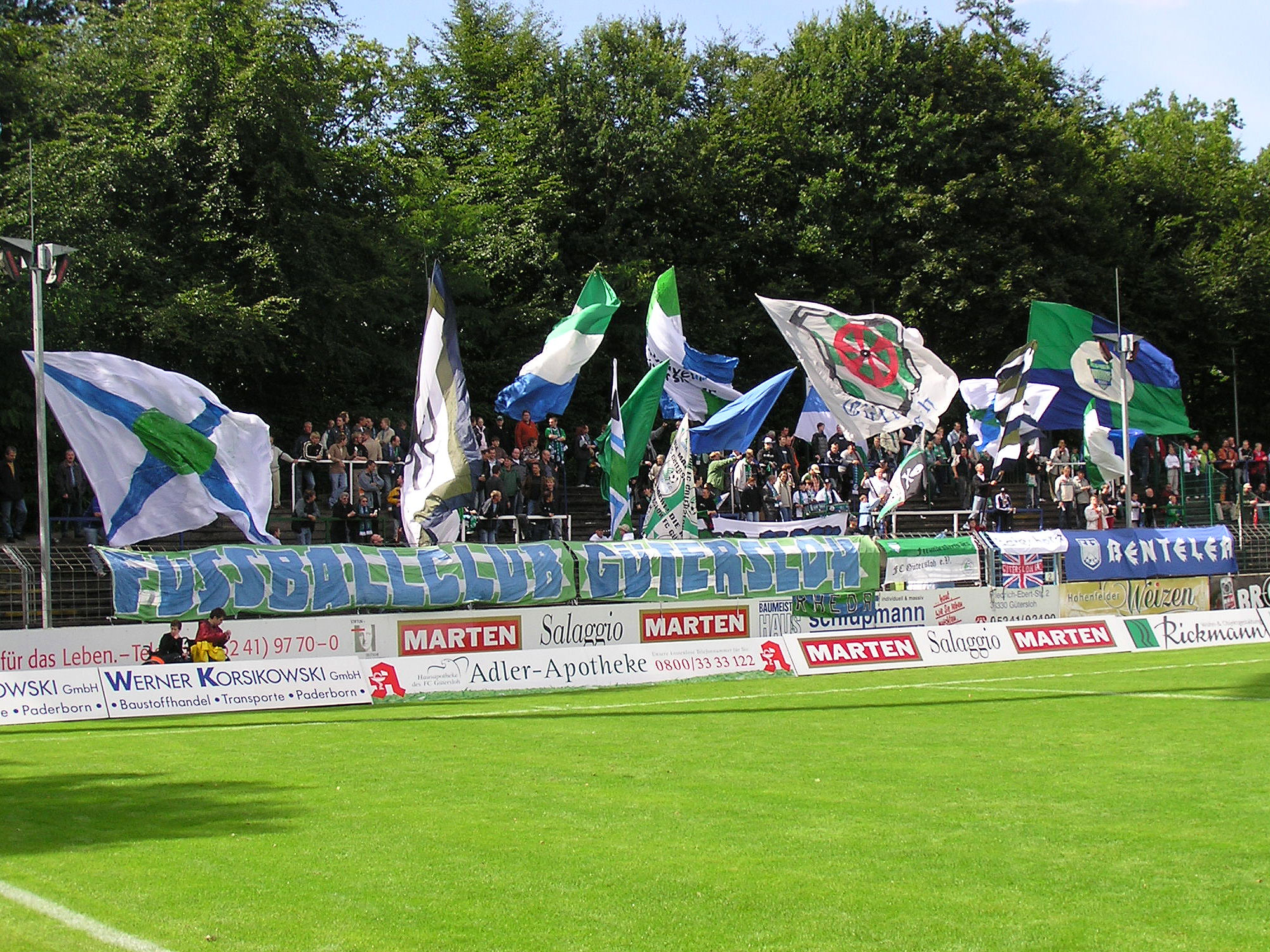
Dans le stade "Heidewald"

## Personnalités liées à la ville
- Alice Weidel
- Famille Mohn
- Hans Werner Henze